# Raninoidea
Raninoida là một nhánh của phân thứ bộ Cua, chứa một siêu họ duy nhất là Raninoidea. Nhóm cua này không giống như các nhóm khác, với bụng không được xếp dưới ngực. Nhóm gồm 46 loài còn tồn tại và gần 2000 loài tìm thấy từ hóa thạch.

## Hình ảnh

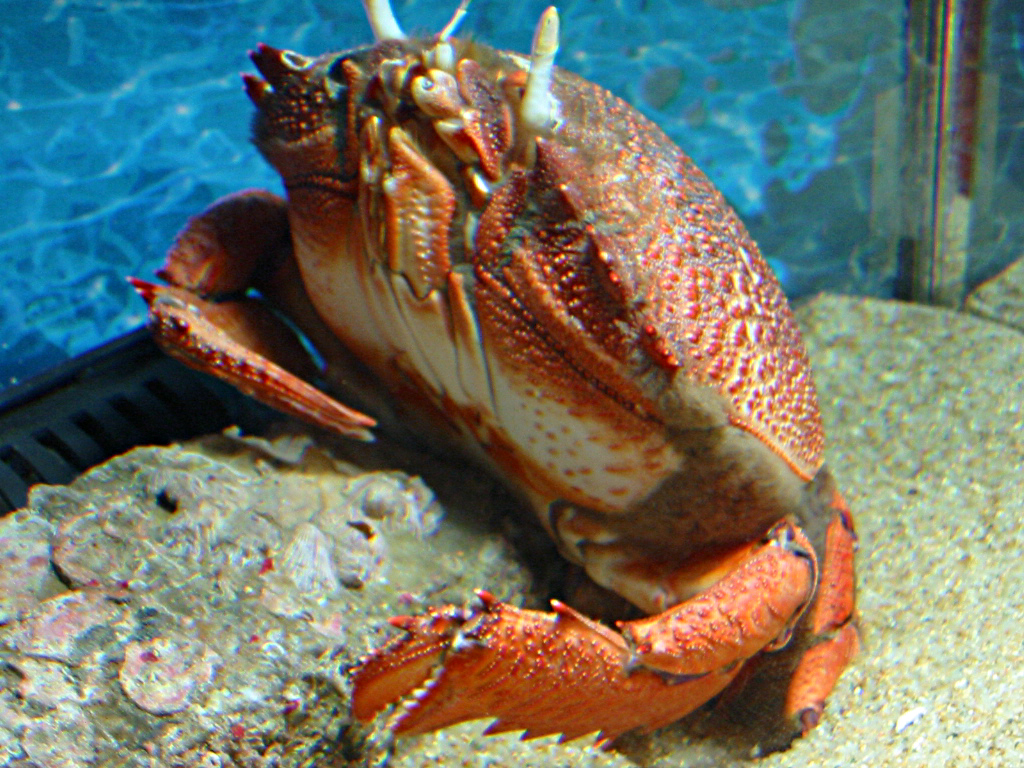